# Parc Nacional de la Samoa Americana

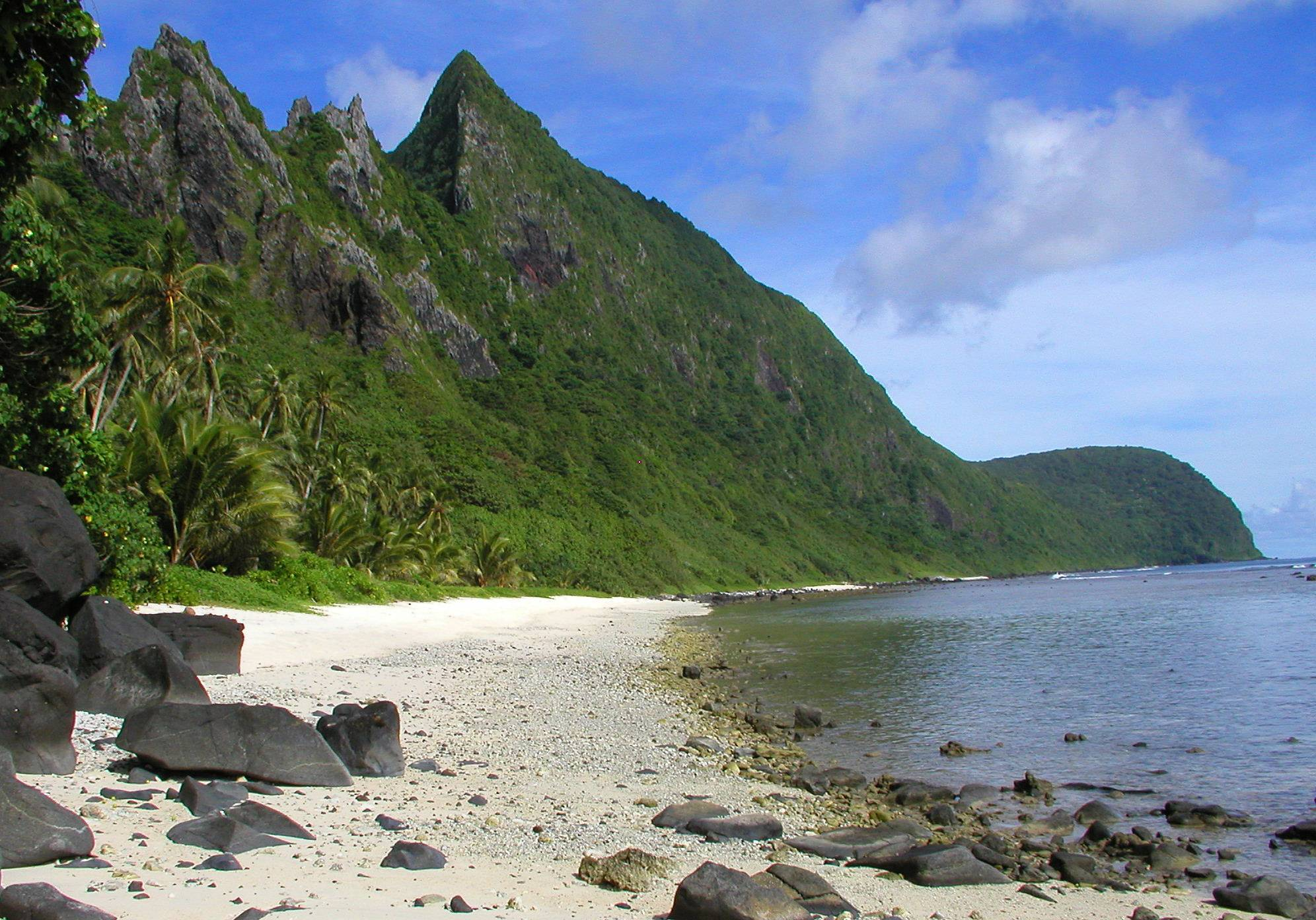
Platja d'Ofu, al Parc Nacional de la Samoa Americana.

El Parc Nacional de la Samoa Americana (en anglès National Park of American Samoa) és un parc nacional dels Estats Units localitzat en el territori de la Samoa Americana (o Samoa Nord-americana) a l'oceà Pacífic. Es divideix en tres seccions a les illes Tutuila, Ofu-Olosega i Ta'u. Va ser creat pel Congrés dels Estats Units el 1988. L'entitat gestora és el Servei de Parcs Nacionals. El parc inclou esculls de corall i selves pluvials. Al parc es pot practicar el senderisme i el busseig. Dels 36,42 quilòmetres quadrats que formen el parc, 12,10 quilòmetres quadrats consisteixen en ecosistemes aquàtics. És l'únic parc nacional dels Estats Units que es troba al sud de l'equador.
Els visitants sovint s'allotgen amb famílies de la Samoa Nord-americana durant els seus viatges al parc per tal d'experimentar la cultura de les illes. El Servei de Parcs Nacionals dels Estats Units facilita aquests intercanvis culturals i la gestió del parc.